# Mulazzano
Mulazzano is een gemeente in de Italiaanse provincie Lodi (regio Lombardije) en telt 5244 inwoners (31-12-2004). De oppervlakte bedraagt 15,6 km², de bevolkingsdichtheid is 320 inwoners per km².

## Demografie
Mulazzano telt ongeveer 2025 huishoudens. Het aantal inwoners steeg in de periode 1991-2001 met 36,0% volgens cijfers uit de tienjaarlijkse volkstellingen van ISTAT.
| Jaar | Inwoneraantal |
| ---- | ------------- |
| 1991 | 3536          |
| 2001 | 4808          |

## Geografie
Mulazzano grenst aan de volgende gemeenten: Paullo (MI), Zelo Buon Persico, Tribiano (MI), Dresano (MI), Cervignano d'Adda, Casalmaiocco, Galgagnano, Tavazzano con Villavesco, Montanaso Lombardo.